# Anděl (månekrater)
Anděl er et nedslagskrater på Månen, som ligger i det forrevne højland på Månens forside og er opkaldt efter den tjekkoslovakiske astronom Karel Anděl (1884-1947).
Navnet blev officielt tildelt af den Internationale Astronomiske Union (IAU) i 1935. 
Anděl er det tjekkiske ord for "Engel".

## Omgivelser
De nærliggende nævneværdige kratere er Abulfedakrateret mod syd-sydøst og Descarteskrateret mod øst-sydøst. 

## Karakteristika
Den eroderede ydre rand af Anděl er blevet nedslidt og forvredet til polygonal form og er næsten ikke-eksisterende mod syd, hvor "Anděl G" skærer omkredsen. Den indre kraterbund er næsten flad med nogle uregelmæssigheder mod sydøst. Lige sydøst for midtpunktet findes et mindre krater, men der er ikke nogen central top af betydning.

## Satellitkratere
De kratere, som kaldes satellitter, er små kratere beliggende i eller nær hovedkrateret. Deres dannelse er sædvanligvis sket uafhængigt af dette, men de får samme navn som hovedkrateret med tilføjelse af et stort bogstav. På kort over Månen er det en konvention at identificere dem ved at placere dette bogstav på den side af satellitkraterets midte, som ligger nærmest hovedkrateret. Andělkrateret har følgende satellitkratere:
| Anděl | Længde  | Bredde  | Diameter |
| ----- | ------- | ------- | -------- |
| A     | 10,8° S | 11,3° Ø | 14 km    |
| C     | 9,0° S  | 11,2° Ø | 3 km     |
| D     | 10,8° S | 11,7° Ø | 6 km     |
| E     | 12,0° S | 12,2° Ø | 6 km     |
| F     | 8,3° S  | 11,1° Ø | 9 km     |
| G     | 11,0° S | 12,4° Ø | 4 km     |
| H     | 6,7° S  | 11,3° Ø | 6 km     |
| J     | 7,5° S  | 11,4° Ø | 6 km     |
| K     | 5,8° S  | 11,6° Ø | 4 km     |
| M     | 9,7° S  | 11,1° Ø | 27 km    |
| N     | 10,2° S | 11,4° Ø | 8 km     |
| P     | 11,6° S | 12,3° Ø | 19 km    |
| S     | 11,4° S | 12,7° Ø | 4 km     |
| T     | 11,2° S | 13,3° Ø | 4 km     |
| W     | 12,4° S | 12,3° Ø | 12 km    |

## Måneatlas
- Billeder af Andelkrateret i LPI-måneatlasset